# Klaas de Jong Ozn.
Klaas de Jong Ozn. (Drachten, 27 februari 1926 - Sneek, 28 februari 2011) was een Nederlandse neerlandicus, historicus, schrijver, dichter, politicus en bestuurder. De aanduiding Ozn. is de afkorting voor 'Oebeles zoon' en dient om onderscheid te maken met andere personen met de naam 'Klaas de Jong'. Oebele de Jong was een Drachtster meubelmaker en wethouder van Smallingerland die was getrouwd met Janke Hendrikje Ronner, een onderwijzeres.
De gereformeerde De Jong groeide op in een gezin van vijf kinderen, waar hij de oudste was, gevolgd door zijn zusje en drie broers. De Jong studeerde Nederlands en geschiedenis aan de Vrije Universiteit Amsterdam. Hij was vanaf 1953 leraar in Dokkum, van 1960-1972 rector van het Christelijk Lyceum voor Zeeland in Goes, en van 1972-1975 rector van het Farel College in Amersfoort.
In 1975 werd De Jong voor de ARP staatssecretaris van Onderwijs en Wetenschappen in het kabinet-Den Uyl. Vanaf 1978 zette hij die functie voort in het kabinet-Van Agt/Wiegel voor het CDA. Hij trad in 1981 af.
De Jong was van 1982 tot 1991 voorzitter van de Unie School en Evangelie. Hij was lid van de redactiecommissie van het Friesch Dagblad en schreef twee boeken over de geschiedenis van die krant: Zij zullen het niet hebben. De geschiedenis van het Friesch Dagblad, Deel 1 (1903-1935) (2003) en Gods eer zij 't merk van al uw werk. De geschiedenis van het Friesch Dagblad. Deel II (1935-1971) (2015, eindredactie Oek de Jong). Verder schreef hij onder andere dichtbundels, zoals Even ritselt het papier (1989) en Cantus firmus (1991), alsmede de novellebundel 'Kiezen'.
Hij was de vader van de schrijver Oek de Jong (1952).